# Acacia jacksonioides
Acacia jacksonioides — вид квіткових рослин з родини бобових. Ареал: Австралія (Західна Австралія, Вікторія, Південна Австралія, Квінсленд, Північна територія, Новий Південний Уельс, Австралійська столична територія).

## Середовище
Невеликий кущ, що росте в гравійному піску або суглинку, часто на вершинах пагорбів, у чагарниках, чагарниках і евкаліптових лісах.

## Біоморфологічна характеристика
Густий, складний і остистий кущ зазвичай досягає висоти від 0,2 до 0,7 метра. Він має короткі, роздвоєні остисті, голі гілки, які часто мають білий порошкоподібний покрив, які розділяються, утворюючи ребристі гілочки. Вічнозелені філодії від яйцеподібної до еліптичної або довгастої форми й мають довжину від 3,5 до 10 мм і ширину від 2,5 до 5 мм і мають помітну середню жилку. Цвіте жовтими квітками з липня по серпень. Кулясті голови містять від 10 до 14 світло-золотистих квіток і мають діаметр 3,5–4,5 мм. Стручки відкрито згорнуті та скручені, загальна довжина близько 4 см і ширина близько 3 мм. Блискуче плямисто-коричневе насіння має довгасту форму й довжину 2–2,5 мм.